# Auch
Auch är en fransk stad och kommun. Auch ligger i regionen Occitanien i departementet Gers i arrondissementet Auch. År 2022 hade Auch 22 825 invånare.
Floden Gers rinner genom Auch för att sedan utmynna i Garonne.
Auch var under förromersk tid känd under namnet Elimberris och var de keltiberiska ausciernas huvudstad. Staden hade sin blomstringstid under medeltiden, blev biskopssäte på 500-talet och de armagnacska grevarnas huvudsäte på 900-talet. Dess kalksten återfinns i kyrkan och är en av de viktigaste arkitektoniska kännemärkena såväl i trappgränderna (les pousterles), i monumenten och i bostadshusen.
Katedralen Sainte-Marie som uppfördes 1489-1662 är berömd för sina fönster utförda av Arnaud de Moles. I koret i massiv ek finns 113 korstolar med mer än 1 500 figurer. De pilgrimer som var på väg mot Santiago de Compostella vilade sig i katedralen. Flera byggnader i staden vittnar om Auch storhetstid under medeltiden. Flera kyrkomöten hölls mellan 1068 och 1330.
Fängelsetornet Tour d'Armagnac från 1300-talet reser sig vid de monumentala trapporna som tillägnats den berömde d'Artagnan.
Vartannat år hålls en festival för animerad film i staden och i oktober hålls årligen en cirkusfestival.

## Befolkningsutveckling
Antalet invånare i kommunen Auch
Referens:INSEE

## Galleri

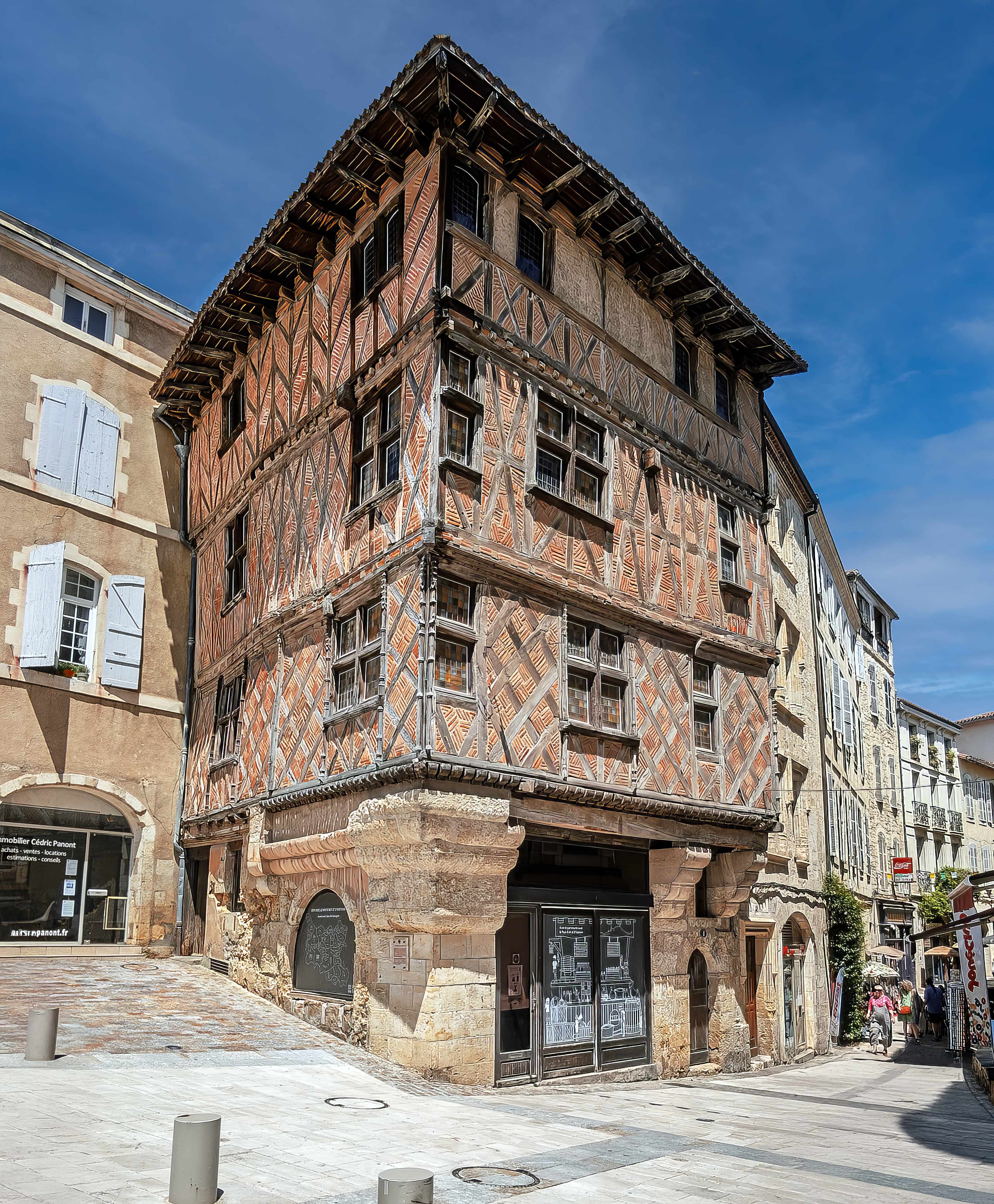
Maison Fedel
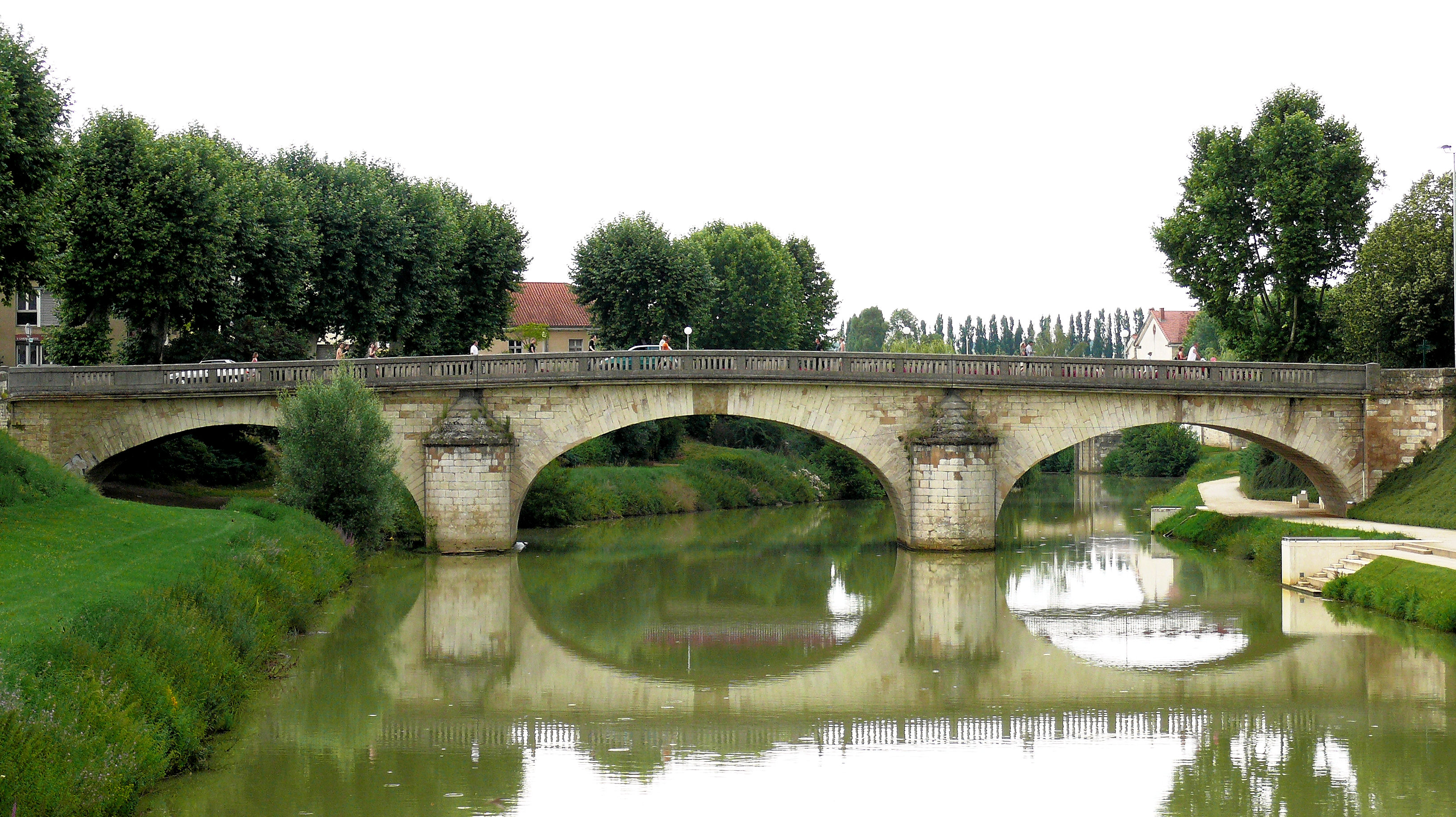
Bron Treille
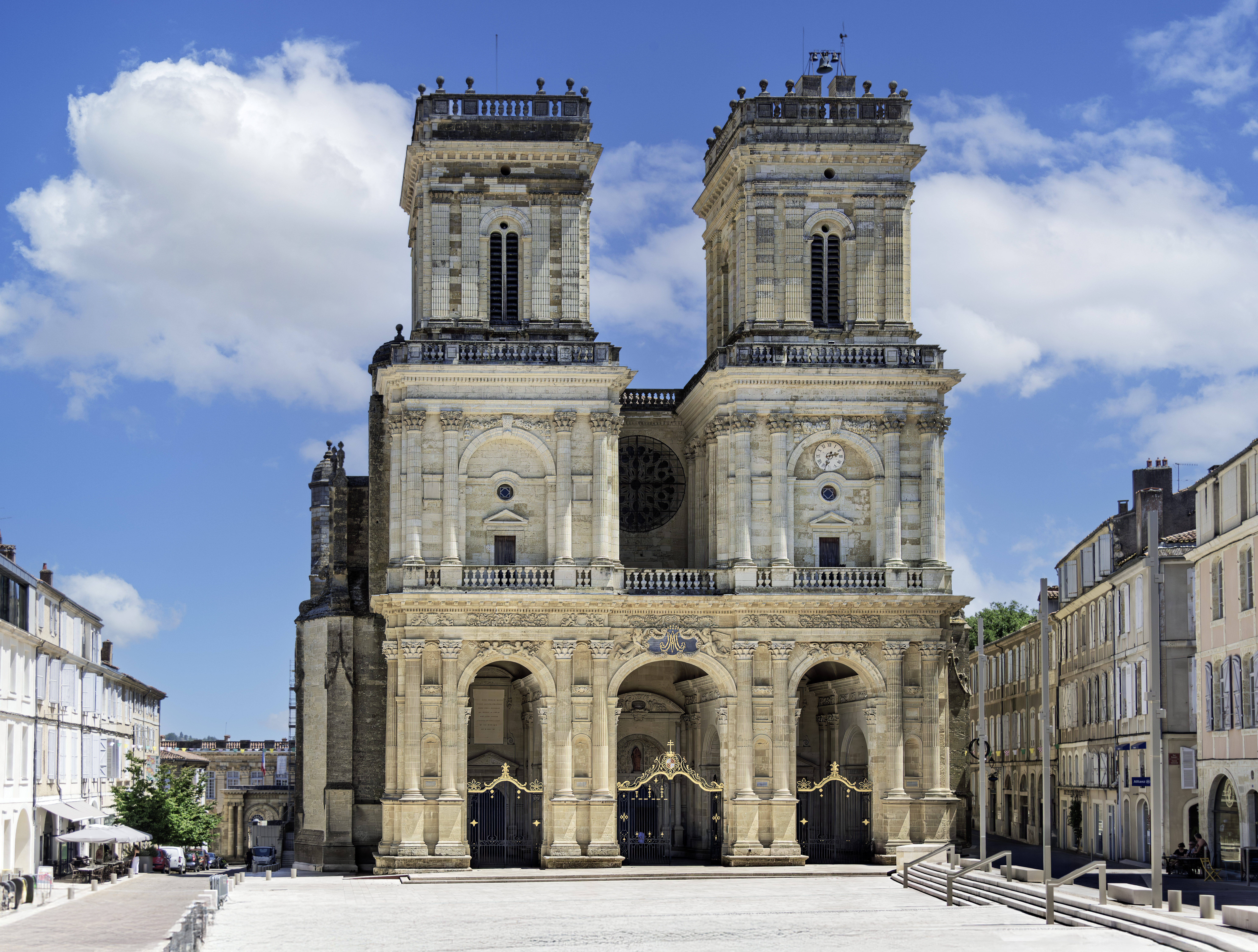
Kyrkan
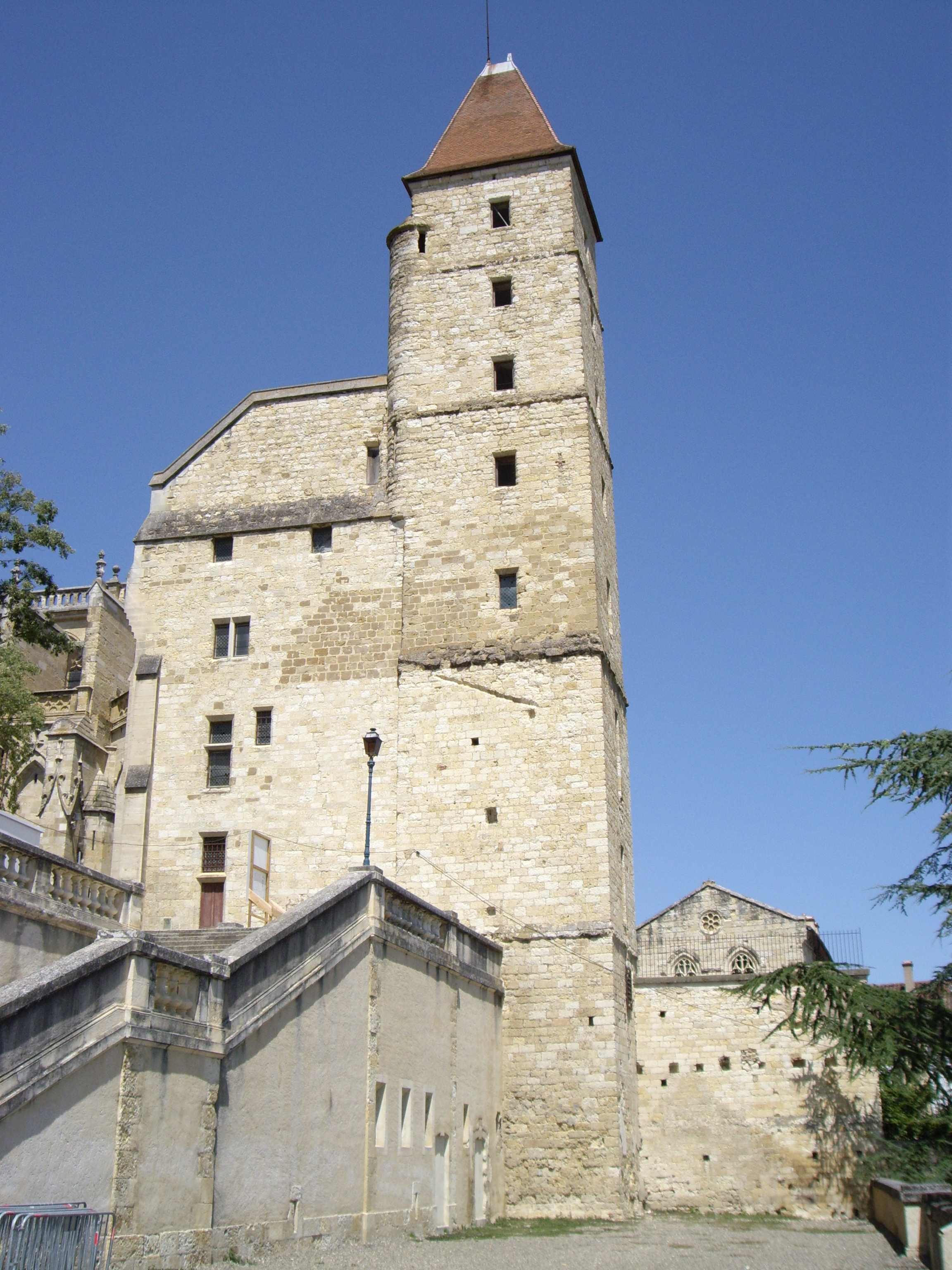